# Little Manhattan
Little Manhattan er en amerikansk romantisk komediefilm fra 2005 med Josh Hutcherson, Charlie Ray, Bradley Whitford og Cynthia Nixon i hovedrollerne.

## Handling
Gabe (Josh Hutcherson) og Rosemary (Charlie Ray) har kendt hinanden og været venner siden de var helt små, men nu er de blevet 11. Da de en dag står over for hinanden i en karate lektion ser de pludselig hinanden i et helt andet lyst.
Pludselig kan Gabe næsten ikke få vejret og i tiden, der følger, får han hjertebanken bare han tænker på hende. Hun har det på samme måde, og sammen tilbringer de en fantastisk sommer, hvor fra uskyldens sidste trappetrin udforsker den første, magiske og altoverskyggende kærlighed..
Hvis nu nogensinde har følt noget, der ligner det, som Gabe og Rosemary pludselig oplever, anbefaler vi et par timer i deres søde, sjove og charmerende selskab!

## Medvirkende
- Josh Hutcherson Gabe
- Charlie Ray Rosemary
- Bradley Whitford Adam
- Cynthia Nixon Leslie
- Willie Garson Ralph
- Tonye Patano Birdie
- J. Kyle Manzay Master Coles
- John Dossett Ronny
- Talia Balsam Mickey Telesco
- Jonah Meyerson Jackie Telesco
- Michael Bush Sam
- Brian W. Aguiar Jacob
- Nick Cubbler Daryl Kitzens
- Anthony Laflamme Tim Staples
- Mike Chat Som Sig Selv
- Loston Harris Som Sig Selv